# محمود علیقلی
محمود علیقلی (سیامک شفیعی) (زادهٔ ۱۳۳۳ — درگذشت آذر ۱۳۸۳)، خواننده، بازیگر و مجری رادیو و تلویزیون ایرانی بود.

## زندگی
بعد فوت پدر، توسط مادر ایشان نام خانوادگی ایشان از شفیعی به علیقلی که نام خانوادگی مادر ایشان است تغییر یافت
او که کارمند شرکت مخابرات بود با اجرای سرود «آب زنید راه را» در ابتدای انقلاب، فعالیت هنری خود را آغاز کرد. محمود علیقلی در سال‌های پایانی دهه‌ی هفتاد به خواننده سرودهای مدرسه (به آهنگسازی برادرش محمدرضا علیقلی، کارگردانی رضا میرکریمی و اشعاری از شراره وظیفه‌شناس و شکوه قاسم‌نیا) مشهور شد. از دیگر ترانه‌هایی که اجرا کرد، می‌توان به سرود «خاک» در آلبومی به نام «فصل ایثار» اشاره کرد. این قطعه بعدها توسط ابراهیم حامدی و قاسم افشار به نام خلیج فارس مورد بازخوانی قرار گرفت.
وی همچنین برادر «محمدرضا علیقلی»، آهنگساز و سازنده‌ی موسیقی فیلم‌های ایرانی است.
او  سابقه‌ی بازیگری و خوانندگی آواز چند فیلم سینمایی را نیز در کارنامه خود داشت. وی در طول فعالیت خود در تلویزیون، مجری برنامه‌هایی چون «اقتصاد و جامعه» و «بازتاب» بود.
محمود علیقلی از سال ۷۴، با حضور در شبکه پنج سیما اجرای برنامه زنده «پخش پنج» که بعدها به «تهران ۲۰» تغییر نام داد را بر عهده داشت.
او پس از ابتلا به بیماری سرطان ریه (و سال‌های طولانی مبارزه با این بیماری) درگذشت.

## برخی از آثار سینمایی (به عنوان بازیگر یا خواننده)
- پرنده آهنین (۱۳۷۰)
- حماسه مجنون (۱۳۷۱)
- پناهنده (۱۳۷۲)
- جان‌سخت (۱۳۷۶)دایره سرخ.پروازازاردوگاه

## آثار موسیقی
1. فصل ایثار: آوازهای جنگ برای هفته‌ی جنگ، سیامک علیقلی، کانون پرورش فکری کودکان، ۱۳۶۰
2. سمفونی «آب زنید راه را» با کیفیت اصلی